# Β桶状结构
β桶状结构（英语：Beta barrel）是蛋白质的一种三级构造。它由多条β折叠带通过反平行重叠成桶状，两段则由肽链残基间的氢键结束。常见采取这种构造的蛋白有孔蛋白、跨膜蛋白以及其他需要与非极性分子打交道的蛋白。
在β桶中，β折叠带往往同时带有亲水与疏水性残基。根据外部环境与管道需要，再将内外分别整理成亲水或疏水的管道面。